# RK Metalurg Skopje
Lo Rukometni klub Metalurg è una squadra di pallamano maschile macedone, con sede a Skopje.

## Palmarès

### Trofei nazionali
- Campione della Macedonia: 10
  - 1980, 1986, 1992, 2006, 2008, 2010, 2011, 2012, 2014.
- Coppa della Macedonia: 6
  - 2006, 2009, 2010, 2011, 2013, 2019